# Hostouň (Kladnói járás)
Hostouň település Csehországban, a Kladnói járásban. Hostouň Dolany, Běloky, Pavlov, Lidice, Dobrovíz, Jeneč és Červený Újezd településekkel határos. Lakosainak száma 1561 fő (2024. január 1.).

## Népesség
A település lakosságának változását az alábbi diagram mutatja:
| Lakosok száma | 1215 | 1437 | 1243 | 1185 | 994  | 918  | 1137 | 1217 | 1432 | 1561 |
|               | 1869 | 1890 | 1921 | 1950 | 1980 | 2001 | 2017 | 2019 | 2022 | 2024 |